# Slaven Barišić
Slaven Žitomir Barišić (Pleternica, 26. siječnja 1942. – Zagreb, 5. travnja 2015.) međunarodno afirmirani hrvatski znanstvenik fizičar, akademik, redovni profesor Prirodoslovno-matematičkog fakulteta i član Hrvatske akademije znanosti i umjetnosti. 

## Obrazovanje
Osnovnu školu pohađao je u Pleternici i kasnije u Zagrebu, gdje se upisuje u prirodoslovno–matematičku V. gimnaziju. Diplomirao je teorijsku fiziku 1964. na PMF-u u Zagrebu, a magisterij, (1968.) i doktorat znanosti (1971.) je stekao na Faculté de Sciences, Université de Paris-Sud u Orsayu pod vodstvom slavnog fizičara čvrstog stanja Jacquesa Friedela (npr. Friedelove oscilacije).

## Znanstvena karijera
Od 1965. do 1972. je bio najprije znanstveni asistent na Institutu za fiziku u Zagrebu. Od 1967. do 1971. je bio istraživač u Nacionalnom centru za znanstvena istraživanja u Francuskoj, gdje je i doktorirao. 1972. vraća se u domovinu i postaje docent, od 1976. izvanredni, a od 1979. je redoviti profesor u Fizičkom odsjeku PMF-a.
Od svog doktorata na Sveučilištu Pariz-Jug radi u polju teorijske fizike čvrstoga stanja, i to na teorijskoj fizici metala, napose visokotemperaturnih supravodiča i faznih prijelaza u niskodimenzijskim vodljivim materijalima, odnosno u širem smislu riječi jako koreliranim elektronskim sustavima.
U međunarodnom časopisima i zbornicima objavio je preko 100 znanstvenih članaka s područja opće teorije elektron-foton vezanja u čvrstoj (kovalentnoj) vezi, teorije lančastih (anizotropnih) vodiča, analize niskodimenzijskih fenomenoloških modela Landauova tipa i teorije visokotemperaturne supravodljivosti, većinom u renomiranim znanstvenim časopisima, koji su citirani oko 1800 puta. Održao je 34 pozvana predavanja na međunarodnim konferencijama. Suorganizator je triju međunarodnih znanstvenih konferencija i suizdavač dva njihova zbornika. Na Fizičkom odsjeku je preuredio dodiplomski kolegij Fizika čvrstog stanja koji je godinama predavao generacijama fizičara na znanstvenom-istraživačkom smjeru fizike, a uveo je i novi dodiplomski kolegij Ireverzibilni procesi te novi poslijediplomski kolegij Teorija faznih prijelaza.
Kao pročelnik Fizičkog odsjeka inicirao je reorganizaciju i modernizaciju studija na smjerovima dipl. inž. fizike (poslije bolonjske reforme istraživački studij fizike) i profesor fizike. Bio je član Izdavačkog odbora znanstvenog časopisa Fizika, kao i Izdavačkog odbora časopisa European Journal of Physics, te serije Physics and Chemistry of Materials with Low-dimensional Structures (Kluwer). Bio je recenzent je za domaće i inozemne znanstvene časopise.
Bio je član Hrvatskog fizikalnog društva  Arhivirana inačica izvorne stranice od 17. siječnja 2016. (Wayback Machine) (kojeg je 1990. postao prvim predsjednikom), Francuskog fizičkog društva, Europskog fizičkog društva i Institute of Physics (UK). Od 1990. je izvanredni, a od 1991. redoviti član HAZU-a. Od 1995. je redoviti član Europske akademije znanosti i umjetnosti sa sjedištem u Parizu. Godine 1976. nagrađen je Nagradom “Ruđer Bošković”, a 1997. Redom Danice hrvatske s likom Ruđera Boškovića.

## Društveni i politički angažman
Uz užu struku bavio se pitanjima znanosti i školstva, te još općenitije, pitanjima modernizacije Hrvatske. 
Od 1972. do 1981. je bio prvi pročelnik Odjela teorijske fizike Instituta za fiziku Sveučilišta u Zagrebu, od 1977. do 1978. pročelnik Fizičkog odsjeka PMF-a, od 1984. do 1986. prorektor Sveučilišta u Zagrebu, a od 1986. do 1988. dekan Prirodoslovnih odjela PMF-a. Od 1982. je član, a od 1989. do 1999. i predsjednik Matičnog povjerenstva za fiziku.
Između ostalog se kao prorektor Sveučilišta u Zagrebu od 1984. do 1986. g., i kasnije, javno suprotstavio Šuvarovoj reformi srednjeg školstva. Kao član Prosvjetnoga savjeta Republike Hrvatske 1990. se s uspjehom založio za ponovno uvođenje gimnazija koje su Šuvarovom reformom bile ukinute.
Zatim se uključio u stvaranje nove hrvatske države. Od 1991. do 1992. g. bio je prvi i 1998. – 2000. g. posljednji savjetnik za znanost, naobrazbu i strategiju razvitka zemlje prvog hrvatskog predsjednika, dr. Franje Tuđmana. Od 1993. do 1996. je bio član Upravnoga vijeća Sveučilišta u Zagrebu. Suosnivač je Vojno-tehničkog savjeta Ministarstva obrane Republike Hrvatske. U razdoblju 1994. – 2000. g. bio je prvi predsjednik Nacionalnog vijeća za visoku naobrazbu. 
Bio je jedan od utemeljnitelja i dopredsjednik neovisne građanske udruge Hrvatsko kulturno vijeće. Kroz zadnjih nekoliko godina objavio je nekoliko eseja o znanstveno-obrazovnom razvoju Hrvatske.

## Vanjske poveznice
- Životopis Slavena Barišića na stranicama Središnje knjižnice za fiziku  Arhivirana inačica izvorne stranice od 8. prosinca 2015. (Wayback Machine)
- Biografija Slavena Barišića na stranicama HAZU (preuzeto 2. prosinca 2010.)
- HKV Članovi - Slaven Barišić
- H. Hitrec, U sjećanje na akademika Slavena Barišića, hkv.hr
- A. Bjeliš, In memoriam: Slaven Barišić, učitelj i prijatelj, stranica Fizičkog odsjeka
- Barišić, Slaven Hrvatska enciklopedija
- Barišić, Slaven Hrvatski biografski leksikon